# エンデヴァー・エージェンシー
エンデヴァー・タレント・エージェンシー（Endeavor Talent Agency）は、アメリカ合衆国の大手タレント・エージェンシー。2009年4月にウィリアム・モリス・エージェンシーと合併し新会社ウィリアム・モリス・エンデヴァーを設立した。

## 概要
アメリカの映画・テレビビジネスにおける主要エージェンシーの1つで、クリエイティヴ・アーティスツ・エージェンシー（略称CAA）、インターナショナル・クリエイティヴ・マネージメント（略称ICM）、ウィリアム・モリス・エージェンシー（略称WMA）、ユナイテッド・タレント・エージェンシー（略称UTA）と並びハリウッド5大エージェンシーと位置づけられていた。他の大手エージェンシーと比べると歴史が浅く、新興として扱われる事もあった。

## 社歴
- 1995年、インターナショナル・クリエイティヴ・マネージメント（略称ICM）の若手トップエージェントだったアリ・エマニュエル、リック・ローゼン、トム・ストリックラー、デビット・グリーンブラットが新たなエージェンシー設立を画策。ICMの幹部に計画が発覚し同社を解雇されると、3月29日にエンデヴァー・タレント・エージェンシーを設立した。（HBOのドラマ「アントラージュ★オレたちのハリウッド」にメインキャラクターとして登場するアリ・ゴールドはアリ・エマニュエルをモデルにしたもの）
- 1996年、クリエイティヴ・アーティスツ・エージェンシー（略称CAA）から若手エージェントが参加。
- 2001年にCAAのタレント部門でトップエージェントだったパトリック・ホワイトセルが参加すると更に会社が急速に発展した。
- 2008年からウィリアム・モリス・エージェンシー（略称WMA）と合併の話し合いを始め、2009年4月に合併を完了し新会社ウィリアム・モリス・エンデヴァーを設立した。

## 主なクライアント

### 俳優
- アーロン・ソーキン
- アシュレー・ジャッド
- アダム・ブロディ
- アメリカ・フェレーラ
- アラン・アーキン
- アダム・サンドラー
- アマンダ・コングドン
- アンソニー・マッキー
- アーティー・ラング
- ヴィゴ・モーテンセン
- ウェントワース・ミラー
- エイミー・アダムス
- エドガー・ラミレツ
- エドワード・ノートン
- エミリオ・エステベス
- エリオット・ペイジ
- カミーラ・ベル
- ガエル・ガルシア・ベルナル
- キーラ・ナイトレイ
- ギャレッド・ヘドランド
- キャロル・バービー
- クリス・ロック
- クリスチャン・ベール
- クレイグ・ファーガソン
- ケイシー・アフレック
- ケイト・ハドソン
- ゲール・ハロルド
- ケヴィン・ベーコン
- ゴールディ・ホーン
- サマンサ・モートン
- サシャ・バロン・コーエン
- シエナ・ミラー
- ジェームズ・フランコ
- ジェームズ・マースデン
- ジェンナ・フィッシャー
- ジェニファー・ガーナー
- ジェニファー・ラブ・ヒューイット
- ジェシカ・アルバ
- シャイア・ラブーフ
- シャイアン・ジャクソン
- ジャック・ブラック
- ジョー・ローガン
- ジョン・マルコヴィッチ
- ジョン・ダール
- ジョシュ・シュワルツ
- ジョナサン・リース＝マイヤーズ
- ジュード・ロウ
- ジュリエット・ビノシュ
- ズーイー・デシャネル
- スティーヴ・カレル
- スティーヴ・ブシェミ
- ダイアン・キートン
- ダスティン・ホフマン
- チャーリー・シーン
- ティルダ・スウィントン
- デビッド・E・ケリー
- トニ・コレット
- トニー・レオン
- トレイシー・ウルマン
- ヒュー・ジャックマン
- ヘレナ・ボナム＝カーター
- ベン・アフレック
- ベン・スティラー
- ベンジェミン・クリスティ
- ブラッドリー・ウィトフォード
- フランシス・マクドーマンド
- ホアキン・フェニックス
- マルコ・ポンティ
- マイケル・ダグラス
- マーク・ウォールバーグ
- マット・デイモン
- マイケル・C・ホール
- ミシェル・モナハン
- ミラ・ジョヴォヴィッチ
- ミラ・ソルヴィーノ
- リサ・クドロー
- ライアン・フィリップ
- ロバート・デ・ニーロ
- ユアン・マクレガー
- ユージン・レヴィ
- ヨアン・グリフィズ
- 渡辺謙

### 映画監督
- アトム・エゴヤン
- ウォルター・サレス
- ギレルモ・デル・トロ
- ケネス・ブラナー
- ケヴィン・スミス
- デヴィッド・O・ラッセル
- ポール・トーマス・アンダーソン
- マーティン・スコセッシ
- マイケル・ムーア
- McG
- トッド・フィールド
- フェルナンド・メイレレス
- フランシス・フォード・コッポラ
- バズ・ラーマン
- ロバート・ロドリゲス

## 過去のクライアント
- パリス・ヒルトン - 2007年6月に解雇された。
- 紀里谷和明 - 2009年CAAに移籍。